# Норбеков Мірзакарім Санакулович
Норбе́ков Мірзакарі́м Санаку́лович (нар. 17 листопада 1957) — узбецький і російський «фахівець з альтернативної медицини». Відомий в першу чергу в колишньому СРСР. Засновник і керівник «організації» «Інститут самовідновлення людини». Автор декількох книг за «Системою Норбекова», написав кілька книг[джерело?], у яких пояснював, як, з його точки зору, відчувати себе щасливим та жити здоровим життям[джерело?]. Організовує семінари в Росії та інших країнах.

## Біографія
Народився 17 листопада 1957 поблизу Самарканда. За неперевіреною інформацією, з 16-ти років працював художником з настінному розпису; з 1976 року служив в армії, згодом був комісований за станом здоров'я, довго лікувався, вступив до Андижанського інституту бавовництва, але пішов звідти на третьому курсі.
З родичів М. Норбекова найбільш відомий старший брат — Мірзаахмат Норбеков (в деяких джерелах — Мірзаахмет), який організував у 2003 р. в Харкові в Україні «Академію самовідновлення людини». Ніна Норбекова, яка з'являється на норбековському форумі — дружина Мірзакобула Норбекова, ще одного брата Мірзакаріма.
Батько шести своїх і дев'яти прийомних дітей.

## Система Норбекова
Основна стаття: Система Норбекова

## Наукові ступені
Норбеков стверджує, що є доктором психології, педагогіки, доктором філософії в медицині, дійсним членом і членом-кореспондентом ряду академій, в тому числі РАПН. Критики Норбекова цю іформацію не один ставили під сумнів, бо РАПН не є державною академією.

## Інститут самовідновлення людини
У 1998 році в Москві створив «Інститут самовідновлення людини», який займається проведенням оздоровчих занять за системою Норбекова. За заявою організаторів у цей час (коли?) Інститут має представництва в 28 країнах світу — Росії, СНД, країнах Балтії, Європі, Північній Америці, Ізраїлі, а всього заняття пройшли близько 2 500 000 чоловік.

## Інститут Норбекова
У 2002 році в США була створена організація «Інститут Норбекова» (англ. Norbekov Institute), яка, за даними організаторів, має 14 філій у різних штатах.

## Критика
- Електронна бібліотека на universalinternetlibrary.ru Фотіна Лариса Олександрівна «Мій чоловік Норбеков, або як народилась Лора» [Архівовано 25 квітня 2011 у Wayback Machine.]
- За власними запевненнями, Норбеков є мультимільйонером і засновником «Клубу мільйонерів»[3]. За його заявою:

Лекції для мене — це хобі. $ 100 млн я заробив не тренерською працею, а здійснивши синтез хімічної речовини (у відповідь на прохання розповісти детальніше про це Мірзакарім послався на підписку про нерозголошення).
Норбеков у своїй діяльності близький до ідей Нью-ейдж і «Руху Оновлення в Дусі» (католицький харизматичний рух).

## Видані книги
- Норбеков М. С., літературний редактор Серебрякова М. В.рос. «Опыт дурака, или Ключ к прозрению. Как избавиться от очков»
- Норбеков М. С., рос. «Где зимует кузькина мать, или Как достать халявный миллион решений»
- Норбеков М. С., Хван Ю. Е. рос. «Тренировка тела и духа»
- Норбеков М. С., рос. «Тренировка тела и духа» 2-е переработанное издание
- Норбеков М. С., Фотіна Л. А. рос. «Дорога в молодость и здоровье. Практическое руководство для мужчин и женщин»
- Норбеков М. С., Хван Ю. Е. рос. «Уроки Норбекова. Дорога в молодость и здоровье»
- Норбеков М. С., рос. «Уроки Норбекова. Дорога в молодость и здоровье». 2-е переработанное издание.
- Норбеков М. С., Фотіна Л. А. рос. «Верни здоровье и молодость»
- Норбеков М. С., рос. «Энергетическая клизма или триумф тёти Нюры из Простодырово»
- Норбеков М. С., Волков Г. В., рос. «Успех на вашу голову и как его избежать»